# Frouwe
Frouwe, abgeleitet von frô (= ‚Herr‘, nhd. Frau, vgl. Fronleichnam ‚Leib des Herrn‘; Frondienst ‚Dienst für den Herrn‘), ist die mittelhochdeutsche Bezeichnung für eine adlige verheiratete Frau und entsprach dem Begriff ‚Herrin‘, ‚Dame‘. Ein adeliges unverheiratetes Mädchen war eine juncfrouwe (vgl. Jungfrau); ein unverheiratetes Mädchen eine maget (vgl. Magd). Die neutrale Bezeichnung für Angehörige des weiblichen Geschlechts war wîp (Weib). Die abwertende Bedeutung von Weib und die Bedeutung ‚Dienerin‘ von Magd entwickelten sich erst, nachdem Frau die Funktion der neutralen Bedeutungsangabe übernommen hatte. In Ableitungen wie weiblich ist heute noch die ursprünglich neutrale Bedeutung von Weib erhalten.
Die alte Bedeutung des Wortes Frau ist auch in der Anrufung der Muttergottes als Unsere Liebe Frau spürbar; vgl. auch Frauenlob (Vrowenlop).
Von dem Genitiv frouwen abgeleitet sind noch zahlreiche ältere Orts- und Pflanzennamen (zum Beispiel Frauenchiemsee oder Frauenschuh).
Außerdem leiten sich von diesem Begriff Lehnwörter in diversen Sprachen ab, so zum Beispiel das finnische rouva oder das estnische proua.